# Lost in the Supermarket
Lost in the Supermarket è un brano del gruppo musicale inglese The Clash, pubblicato nell'album London Calling, il 14 dicembre del 1979. Il brano all'interno dell'album è posizionato come ottava traccia.

## Il brano

### Testo
Il testo del brano parla di uno sfrenato consumismo, divoratore della vita del cittadino del mondo capitalista che sin dalla giovane età è escluso e alienato dalla società stessa.

## Formazione
- Mick Jones - voce principale, chitarra solista
- Joe Strummer - chitarra ritmica, voce
- Paul Simonon - basso
- Topper Headon - batteria, percussioni

## Curiosità
- Questa canzone venne rifatta successivamente anche da Kusturica & No smoking Orchestra (gruppo folk rock balcanico).